# 2008-as Formula–1 japán nagydíj
A japán nagydíj a 2008-as Formula–1 világbajnokság tizenhatodik futama, amelyet 2008. október 10. és 12. között rendeztek meg a japán Fuji Speedwayen, Ojamában. A versenyt kisebb meglepetésre Fernando Alonso nyerte, második győzelmét szerezve az idényben. A második Robert Kubica lett, mögötte Kimi Räikkönen végzett. A verseny végeredményét utólag módosították, mert az a 6. helyen célba ért Sébastien Bourdais 25 másodperces időbüntetést kapott, ezért a 7.-9. versenyzők egy helyet előreléptek.

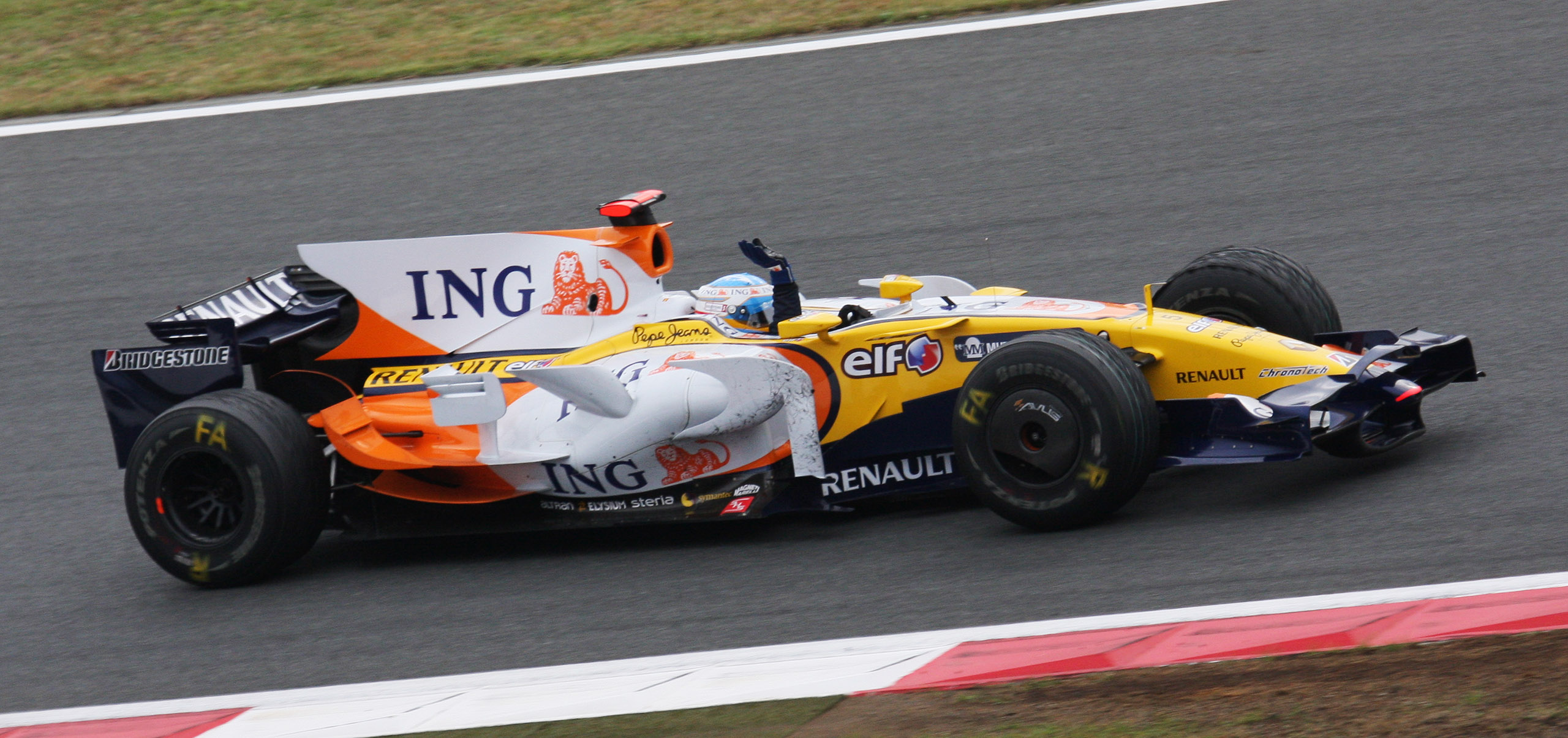
A verseny győztese, Fernando Alonso

## Szabadedzések

### Első szabadedzés
A japán nagydíj első szabadedzését október 10-én, pénteken tartották, közép-európai idő szerint 03:00 és 04:30 óra között. Az első helyet Lewis Hamilton szerezte meg, Felipe Massa és Heikki Kovalainen előtt.
| Helyezés | Versenyző            | Csapat/Motor        | Elért idő | Különbség | Futott kör |
| -------- | -------------------- | ------------------- | --------- | --------- | ---------- |
| 1        | Lewis Hamilton       | McLaren-Mercedes    | 1:18.910  | –         | 23         |
| 2        | Felipe Massa         | Ferrari             | 1:19.063  | + 0.153   | 24         |
| 3        | Heikki Kovalainen    | McLaren-Mercedes    | 1:19.279  | + 0.369   | 20         |
| 4        | Kimi Räikkönen       | Ferrari             | 1:19.399  | + 0.489   | 31         |
| 5        | Fernando Alonso      | Renault             | 1:19.473  | + 0.563   | 30         |
| 6        | Nelson Piquet Jr.    | Renault             | 1:19.743  | + 0.833   | 35         |
| 7        | Sebastian Vettel     | Toro Rosso-Ferrari  | 1:20.121  | + 1.211   | 30         |
| 8        | Robert Kubica        | BMW Sauber          | 1:20.160  | + 1.250   | 26         |
| 9        | Sébastien Bourdais   | Toro Rosso-Ferrari  | 1:20.182  | + 1.272   | 34         |
| 10       | Nakadzsima Kazuki    | Williams-Toyota     | 1:20.217  | + 1.307   | 25         |
| 11       | Adrian Sutil         | Force India-Ferrari | 1:20.288  | + 1.378   | 26         |
| 12       | Nico Rosberg         | Williams-Toyota     | 1:20.350  | + 1.440   | 28         |
| 13       | Mark Webber          | Red Bull-Renault    | 1:20.620  | + 1.710   | 24         |
| 14       | Nick Heidfeld        | BMW Sauber          | 1:20.628  | + 1.718   | 23         |
| 15       | Jarno Trulli         | Toyota              | 1:20.657  | + 1.747   | 33         |
| 16       | Rubens Barrichello   | Honda               | 1:20.753  | + 1.843   | 32         |
| 17       | Jenson Button        | Honda               | 1:20.769  | + 1.859   | 27         |
| 18       | Timo Glock           | Toyota              | 1:20.823  | + 1.913   | 37         |
| 19       | David Coulthard      | Red Bull-Renault    | 1:20.905  | + 1.995   | 24         |
| 20       | Giancarlo Fisichella | Force India-Ferrari | 1:21.014  | + 2.104   | 28         |

### Második szabadedzés
A japán nagydíj második szabadedzését október 10-én, pénteken tartották, közép-európai idő szerint 07:00 és 08:30 óra között. Az első helyen Timo Glock végzett, Fernando Alonsót és Lewis Hamiltont megelőzve.
| Helyezés | Versenyző            | Csapat/Motor        | Elért idő | Különbség | Futott kör |
| -------- | -------------------- | ------------------- | --------- | --------- | ---------- |
| 1        | Timo Glock           | Toyota              | 1:18.383  | –         | 44         |
| 2        | Fernando Alonso      | Renault             | 1:18.426  | + 0.043   | 41         |
| 3        | Lewis Hamilton       | McLaren-Mercedes    | 1:18.463  | + 0.080   | 40         |
| 4        | Felipe Massa         | Ferrari             | 1:18.491  | + 0.108   | 40         |
| 5        | Kimi Räikkönen       | Ferrari             | 1:18.725  | + 0.342   | 39         |
| 6        | Mark Webber          | Red Bull-Renault    | 1:18.734  | + 0.351   | 39         |
| 7        | Nakadzsima Kazuki    | Williams-Toyota     | 1:18.734  | + 0.351   | 36         |
| 8        | Sebastian Vettel     | Toro Rosso-Ferrari  | 1:18.761  | + 0.378   | 23         |
| 9        | Heikki Kovalainen    | McLaren-Mercedes    | 1:18.803  | + 0.420   | 32         |
| 10       | Jarno Trulli         | Toyota              | 1:18.863  | + 0.480   | 45         |
| 11       | Robert Kubica        | BMW Sauber          | 1:18.865  | + 0.482   | 39         |
| 12       | Nelson Piquet Jr.    | Renault             | 1:18.888  | + 0.505   | 43         |
| 13       | Nico Rosberg         | Williams-Toyota     | 1:18.981  | + 0.598   | 41         |
| 14       | Sébastien Bourdais   | Toro Rosso-Ferrari  | 1:19.040  | + 0.657   | 41         |
| 15       | Rubens Barrichello   | Honda               | 1:19.258  | + 0.875   | 42         |
| 16       | Adrian Sutil         | Force India-Ferrari | 1:19.287  | + 0.904   | 41         |
| 17       | David Coulthard      | Red Bull-Renault    | 1:19.327  | + 0.944   | 36         |
| 18       | Giancarlo Fisichella | Force India-Ferrari | 1:19.482  | + 1.099   | 44         |
| 19       | Nick Heidfeld        | BMW Sauber          | 1:19.894  | + 1.511   | 37         |
| 20       | Jenson Button        | Honda               | 1:19.999  | + 1.616   | 42         |

### Harmadik szabadedzés
A japán nagydíj harmadik, szombati szabadedzését október 11-én, közép-európai idő szerint 04:00 és 05:00 óra között tartották. Az esős szabadedzést Robert Kubica nyerte, a második Timo Glock lett, míg Nelson Piquet Jr. harmadikként végzett.
| Helyezés | Versenyző            | Csapat/Motor       | Elért idő | Különbség | Futott kör |
| -------- | -------------------- | ------------------ | --------- | --------- | ---------- |
| 1        | Robert Kubica        | BMW Sauber         | 1:25.087  | –         | 19         |
| 2        | Timo Glock           | Toyota             | 1:25.171  | + 0.084   | 25         |
| 3        | Nelson Piquet Jr.    | Renault            | 1:25.415  | + 0.328   | 19         |
| 4        | Nick Heidfeld        | BMW Sauber         | 1:25.474  | + 0.387   | 24         |
| 5        | Nakadzsima Kazuki    | Williams-Toyota    | 1:25.563  | + 0.476   | 23         |
| 6        | David Coulthard      | Red Bull-Renault   | 1:25.614  | + 0.527   | 20         |
| 7        | Felipe Massa         | Ferrari            | 1:25.709  | + 0.622   | 15         |
| 8        | Mark Webber          | Red Bull-Renault   | 1:25.785  | + 0.698   | 20         |
| 9        | Fernando Alonso      | Renault            | 1:25.799  | + 0.712   | 19         |
| 10       | Sebastian Vettel     | Toro Rosso-Ferrari | 1:25.880  | + 0.793   | 24         |
| 11       | Lewis Hamilton       | McLaren-Mercedes   | 1:25.901  | + 0.814   | 8          |
| 12       | Sébastien Bourdais   | Toro Rosso-Ferrari | 1:25.984  | + 0.897   | 22         |
| 13       | Jarno Trulli         | Toyota             | 1:26.013  | + 0.926   | 21         |
| 14       | Nico Rosberg         | Williams-Toyota    | 1:26.213  | + 1.126   | 19         |
| 15       | Heikki Kovalainen    | McLaren-Mercedes   | 1:26.239  | + 1.152   | 1          |
| 16       | Kimi Räikkönen       | Ferrari            | 1:26.277  | + 1.190   | 18         |
| 17       | Rubens Barrichello   | Honda              | 1:26.662  | + 1.575   | 22         |
| 18       | Jenson Button        | Honda              | 1:26.922  | + 1.835   | 26         |
| 19       | Adrian Sutil         | Force India        | 1:27.357  | + 2.270   | 12         |
| 20       | Giancarlo Fisichella | Force India        | 1:27.918  | + 2.831   | 17         |

## Időmérő edzés
A japán nagydíj időmérő edzését október 11-én, szombaton, közép-európai idő szerint 07:00 és 08:00 óra között futották. A pole-pozíciót Lewis Hamilton szerezte meg, második Kimi Räikkönen, harmadik Heikki Kovalainen lett, aki mellé Fernando Alonso kvalifikálta magát a második sorba.

### Az edzés végeredménye
| Helyezés | Versenyző            | Csapat/Motor        | 1. rész  | 2. rész  | 3. rész  |
| -------- | -------------------- | ------------------- | -------- | -------- | -------- |
| 1        | Lewis Hamilton       | McLaren-Mercedes    | 1:18.071 | 1:17.462 | 1:18.404 |
| 2        | Kimi Räikkönen       | Ferrari             | 1:18.160 | 1:17.733 | 1:18.644 |
| 3        | Heikki Kovalainen    | McLaren-Mercedes    | 1:18.220 | 1:17.360 | 1:18.821 |
| 4        | Fernando Alonso      | Renault             | 1:18.290 | 1:17.871 | 1:18.852 |
| 5        | Felipe Massa         | Ferrari             | 1:18.110 | 1:17.287 | 1:18.874 |
| 6        | Robert Kubica        | BMW Sauber          | 1:18.684 | 1:17.931 | 1:18.979 |
| 7        | Jarno Trulli         | Toyota              | 1:18.501 | 1:17.541 | 1:19.026 |
| 8        | Timo Glock           | Toyota              | 1:17.945 | 1:17.670 | 1:19.118 |
| 9        | Sebastian Vettel     | Toro Rosso-Ferrari  | 1:18.559 | 1:17.714 | 1:19.638 |
| 10       | Sébastien Bourdais   | Toro Rosso-Ferrari  | 1:18.593 | 1:18.102 | 1:20.167 |
| 11       | David Coulthard      | Red Bull-Renault    | 1:18.303 | 1:18.187 |          |
| 12       | Nelson Piquet Jr.    | Renault             | 1:18.300 | 1:18.274 |          |
| 13       | Mark Webber          | Red Bull-Renault    | 1:18.372 | 1:18.354 |          |
| 14       | Nakadzsima Kazuki    | Williams-Toyota     | 1:18.640 | 1:18.594 |          |
| 15       | Nico Rosberg         | Williams-Toyota     | 1:18.740 | 1:18.672 |          |
| 16       | Nick Heidfeld        | BMW Sauber          | 1:18.835 |          |          |
| 17       | Rubens Barrichello   | Honda               | 1:18.882 |          |          |
| 18       | Jenson Button        | Honda               | 1:19.100 |          |          |
| 19       | Adrian Sutil         | Force India-Ferrari | 1:19.163 |          |          |
| 20       | Giancarlo Fisichella | Force India-Ferrari | 1:19.910 |          |          |

## Futam
A japán nagydíj futama október 12-én, vasárnap, közép-európai idő szerint 06:30 órakor rajtolt. A pole-pozícióból Hamilton indult, de visszaesett, amikor egy túl késői fékezéssel megpróbálta maga mögött tartani Räikkönent. Amikor Massát előzte vissza, a brazil hátulról meglökte, és el kellett engednie az egész mezőnyt, mielőtt helyes irányba tudott fordulni. Räikkönen leszorításáért bokszutca-áthajtásos büntetést kapott, ahogy Massa is az ő meglökéséért. A versenyt ismét Alonso nyerte, Robert Kubica és Kimi Räikkönen előtt. Piquet negyedik, Trulli ötödik, Vettel hatodik, Massa hetedik, Webber nyolcadik lett. Lewis Hamilton a 12. helyen, pont nélkül végzett. A versenybírók a futam után 25 másodperces büntetéssel sújtották az eredetileg 6. helyen leintett Sébastien Bourdais-t, aki így tizedik lett.
| Helyezés | Rajthely | #  | Versenyző            | Csapat/Motor        | Futott Kör | Idő/Kiesés oka | Pont |
| -------- | -------- | -- | -------------------- | ------------------- | ---------- | -------------- | ---- |
| 1        | 4        | 5  | Fernando Alonso      | Renault             | 67         | 1h30:21.892    | 10   |
| 2        | 6        | 4  | Robert Kubica        | BMW Sauber          | 67         | + 5.283        | 8    |
| 3        | 2        | 1  | Kimi Räikkönen       | Ferrari             | 67         | + 6.400        | 6    |
| 4        | 12       | 6  | Nelson Piquet Jr.    | Renault             | 67         | + 20.570       | 5    |
| 5        | 7        | 11 | Jarno Trulli         | Toyota              | 67         | + 23.767       | 4    |
| 6        | 9        | 15 | Sebastian Vettel     | Toro Rosso-Ferrari  | 67         | + 39.207       | 3    |
| 7        | 5        | 2  | Felipe Massa         | Ferrari             | 67         | + 46.158       | 2    |
| 8        | 13       | 10 | Mark Webber          | Red Bull-Renault    | 67         | + 50.811       | 1    |
| 9        | 16       | 3  | Nick Heidfeld        | BMW Sauber          | 67         | + 54.120       |      |
| 10       | 10       | 14 | Sébastien Bourdais   | Toro Rosso-Ferrari  | 67         | + 59.085*      |      |
| 11       | 15       | 7  | Nico Rosberg         | Williams-Toyota     | 67         | + 1:02.096     |      |
| 12       | 1        | 22 | Lewis Hamilton       | McLaren-Mercedes    | 67         | + 1:18.900     |      |
| 13       | 17       | 17 | Rubens Barrichello   | Honda               | 66         | +1 kör         |      |
| 14       | 18       | 16 | Jenson Button        | Honda               | 66         | +1 kör         |      |
| 15       | 14       | 8  | Nakadzsima Kazuki    | Williams-Toyota     | 66         | +1 kör         |      |
| Kiesett  | 20       | 21 | Giancarlo Fisichella | Force India-Ferrari | 21         | Váltóhiba      |      |
| Kiesett  | 3        | 23 | Heikki Kovalainen    | McLaren-Mercedes    | 16         | Motorhiba      |      |
| Kiesett  | 19       | 20 | Adrian Sutil         | Force India-Ferrari | 8          | Defekt         |      |
| Kiesett  | 8        | 12 | Timo Glock           | Toyota              | 6          | Ütközés        |      |
| Kiesett  | 11       | 9  | David Coulthard      | Red Bull-Renault    | 0          | Baleset        |      |

* Sébastien Bourdais a 6. helyen ért célba, de a verseny után 25 másodperces büntetést kapott, mert az 50. körben a boxutcából kijövet összeütközött Massával.

## A világbajnokság élmezőnyének állása a verseny után
| H   | Versenyzők        | Pont | H   | Konstruktőrök       | Pont |
| --- | ----------------- | ---- | --- | ------------------- | ---- |
| 1.  | Lewis Hamilton    | 84   | 1.  | Ferrari             | 142  |
| 2.  | Felipe Massa      | 79   | 2.  | McLaren-Mercedes    | 135  |
| 3.  | Robert Kubica     | 72   | 3.  | BMW Sauber          | 128  |
| 4.  | Kimi Räikkönen    | 63   | 4.  | Renault             | 66   |
| 5.  | Nick Heidfeld     | 56   | 5.  | Toyota              | 50   |
| 6.  | Heikki Kovalainen | 51   | 6.  | Toro Rosso-Ferrari  | 34   |
| 7.  | Fernando Alonso   | 48   | 7.  | Red Bull-Renault    | 29   |
| 8.  | Sebastian Vettel  | 30   | 8.  | Williams-Toyota     | 26   |
| 9.  | Jarno Trulli      | 30   | 9.  | Honda               | 14   |
| 10. | Mark Webber       | 21   | 10. | Force India-Ferrari | 0    |
| 11. | Timo Glock        | 20   | 11. | Super Aguri-Honda*  | 0    |

* A Super Aguri csapat a Török Nagydíjat megelőzően visszalépett anyagi nehézségek miatt.

(A teljes táblázat)

## Statisztikák
Vezető helyen:
- Robert Kubica: 18 (1-16 / 44-45)
- Fernando Alonso: 32 (17-18 / 29-43 / 53-67)
- Jarno Trulli: 4 (19-21 / 49)
- Sébastien Bourdais: 3 (22-24)
- Nelsinho Piquet: 7 (25-28 / 50-52)
- Kimi Räikkönen: 3 (46-48)
- Fernando Alonso pályafutása 21. győzelmét aratta, zsinórban a másodikat 2008-ban. Lewis Hamilton 12. pole-pozíciója, Felipe Massa 10. leggyorsabb köre.
- Renault 35. győzelme.
- Jarno Trulli a 200. Formula–1-es versenyén indult.
- Kimi Räikkönen a japán nagydíjat megelőző négy versenyen nem szerzett pontot. Hasonlóan hosszú pontszerzés nélküli sorozat utoljára 2002-ben fordult elő pályafutása során, amikor egymás után hat versenyen maradt pont nélkül.